# Keresztesy Gergő
Keresztesy Gergő (Debrecen, 1991. január 26. –) a Jobbik Ifjúsági Tagozat elnöke.

## Élete
A debreceni Beregszászi Pál Szakközép és Szakiskolában érettségizett. Automatizálási technikus, nős, egy gyermek édesapja.

## Politikai pályafutása
2010 körül már segítette a Jobbik Magyarországért Mozgalom munkásságát, tagja viszont csak 2016-ban lett. Hajdú-Bihar megyei tisztségviselő. A 2018-as magyarországi országgyűlési választáson a Hajdú-Bihar megyei 4. sz. országgyűlési egyéni választókerület Jobbikos képviselőjelöltje volt, ahol 30,16%-ot ért el. Így dr. Vitányi István József (Fidesz) mögött a második legtöbb szavazatot szerezte a választókerületben. A Jobbik Ifjúsági Tagozat Farkas Gergely leköszönése után 2019. február 17-én tartotta V. kongresszusát, ahol Keresztesyt a szervezet elnökévé választották.